# Ralf Binswanger
Ralf Binswanger (* 9. Mai 1940 in Kreuzlingen) ist ein Schweizer Psychiater, Psychoanalytiker, Sexualwissenschaftler und kommunistischer Aktivist.

## Leben
Ralf Binswanger stammt aus einer Familie bekannter Psychiater und Ökonomen: Der Neurologe und Psychiater Otto Binswanger ist sein Urgroßonkel, Ludwig Binswanger sein Großonkel. Der Ökonom Hans Christoph Binswanger ist ein Onkel zweiten Grades. Der Ökonom Hans Peter Binswanger-Mkhize ist einer seiner drei jüngeren Brüder.
Er wuchs in der familieneigenen, privaten psychiatrischen Klinik Bellevue in Kreuzlingen auf, als deren administrativer Leiter sein Vater Werner bis zum frühen Tod 1957 tätig war. Seine Mutter Dagny Margarete, geb. Thorell, war eine Tochter des schwedischen Politikers Edvard Thorell.
Er studierte Medizin in Lausanne und Zürich mit Abschluss und Promotion 1967. Danach war er Assistenzarzt an der Psychiatrischen Universitätsklinik Burghölzli und ab 1971 an der Psychiatrischen Poliklinik des Universitätsspitals Zürich, von 1973 bis 1979 Oberarzt daselbst. In seiner Funktion als Assistenz- und Oberarzt baute er einen Dienst für Psychotherapie und Psychiatrie in Gefängnissen des Kantons Zürich auf. Seit 1973 ist er Spezialarzt für Psychiatrie und Psychotherapie FMH in Zürich.

## Politisierung
Während seiner Tätigkeit als Gefängnispsychiater von 1971 bis 1979 setzte er sich mit dem Problem der Isolationshaft in der Schweiz auseinander. Diese bezeichnete er in mehreren Publikationen als Folter. Wegen der fortwährenden Verschärfung der Haftbedingungen legte er 1980 alle Funktionen im Zusammenhang mit dem Strafvollzug nieder und trat dem Komitee gegen Isolationshaft bei, einer der Vorläuferorganisationen des 1992 gegründeten Revolutionären Aufbaus Schweiz. In dieser Organisation ist er bis heute aktiv. Unter anderem war er federführend an der Ausarbeitung einer Lesehilfe für alle drei Bände von Marx’ Kapital beteiligt.

## Vom Psychodrama zu Psychoanalyse und Sexualwissenschaft
Die Ausbildung zum Psychodramatiker absolvierte Binswanger bei Grete Leutz in Überlingen, Zerka T. Moreno in Beacon (New York) und Ann Hale in Toronto. In den 1970er bis 1980er Jahren gehörte er zu den Pionieren des Psychodramas in der Schweiz.
Die Ausbildung zum Psychoanalytiker absolvierte Binswanger am Psychoanalytischen Seminar Zürich (PSZ), wo er seit Anfang der 1980er Jahre auch als Dozent unterrichtet. Zu seinen Spezialitäten gehören Traumseminare. Er ist seit 1980 in eigener Praxis als Psychoanalytiker und Supervisor tätig. Seine publizistische Tätigkeit fokussierte sich zunächst auf die Interpretation und Weiterentwicklung der Konzepte des Psychoanalytikers Fritz Morgenthaler – bei dem er von 1978 bis 1984 in Analyse war – auf den Gebieten Dialektik, psychoanalytische Technik, Traum und Sexualität.
Zum zwanzigsten Todestag von Morgenthaler initiierte er 2005 den internationalen Kongress „Traum-Technik-Sexualität“.
Eigenständige Arbeiten betreffen Aspekte der Neurosenlehre, eine Neuformulierung des Perversionsbegriffs und von Freuds Traumtheorie (mit Lutz Wittmann) sowie (mit Monika Gsell) einen konzeptuellen Vorschlag zur Klärung der Diskurse über Sexualität und Gender.
Seine Auffassung des Verhältnisses von Marxismus und Psychoanalyse legte er in Binswanger 1985, 2003 sowie 2021 dar.

## Publikationen (Auswahl)
- Mit Werner Brandenberger: Zum Problem langdauernder Untersuchungshaft. (PDF; 8,9 MB) In: Schweizerische Zeitschrift für Strafrecht (ZStrR). Band 91, Heft 4, 1975, S. 406–420, abgerufen am 14. Juli 2021.
- Rahmenbedingungen analytisch orientierter Psychotherapie im Strafvollzug. (Kurzmitteilung), In: Psyche – Z Psychoanal. Jg. 32, Nr. 12, 1978, S. 1148–1156.
- Probleme der Gefängnispsychiatrie. In: Nervenarzt. Nr. 50, 1979, S. 360–365.
- Wird in der Schweiz gefoltert?  AI Info. Heft 10, S. 3–9; Heft 11, S. 6–12; Heft 12, S. 8–14 (als Broschüre Folter in der Schweiz?  amnesty international (Hrsg.), Schweizer Sektion, Bern, o. J.).
- Engineering of Consent. In: Widerspruch. Nr. 8, Dezember 1984, S. 49–60.
- Versuch einer Konzeptualisierung des psychodramatischen Prozesses. In: Integrative Therapie. Jg. 11, Heft 1, 1985, S. 26–38.
- Mit Ruedi Fröhlich: Moreno und Psychoanalyse. In: Integrative Therapie. Jg. 11, Heft 1, 1985, S. 39–57.
- Die Währung in der Psychoanalyse und die Währung in der Politik. In: Journal des Psychoanalytischen Seminars Zürich, Sondernummer zur Tagung vom 30. November – 1. Dezember 1985 «Institutionalisierung – Desinstitutionalisierung», 1985, S. 12f.
- Kindliche Masturbation – ein genetischer Gesichtspunkt, insbesondere bei Anorexia und Bulimia nervosa. In: Psyche – Z Psychoanal. Jg. 50, Nr. 7, 1996, S. 644–679.
- Lob der materialistischen Dialektik. In: Werkblatt. Zeitschrift für Psychoanalyse und Gesellschaftskritik. Nr. 50, 2003, S. 13–19; korrigierte und autorisierte Version, abgerufen am 13. Mai 2024.
- Zur Praxis der Dialektik in der Psychoanalyse. In: Werkblatt. Zeitschrift für Psychoanalyse und Gesellschaftskritik. Nr. 51, 2003, S. 3–23.
- Lesehilfe zu Fritz Morgenthaler: Technik. Zur Dialektik der Psychoanalytischen Praxis., 2005 In: Mediathek des Psychoanalytisches Seminar Zürich, abgerufen am 22. Juli 2021.
- „Die Neurose ist sozusagen das Negativ der Perversion“ – die bekannte Formel neu interpretiert. In: Psyche – Z Psychoanal. Jg. 65, Nr. 8, 2011, S. 673–698.
- Erinnern – Rekapitulieren – Durcharbeiten. Psychoanalytische Deutungsmuster am Beispiel des 9. Kapitels von Morgenthalers Technik. In: Werkblatt, Zeitschrift für Psychoanalyse und Gesellschaftskritik. Nr. 68, 2012, S. 49–75.
- Mit Monika Gsell: Psychosexuelle Entwicklung und Geschlechtsidentität bei intersexuellen Konditionen. In: Katinka Schweizer, Hertha Richter-Appelt (Hrsg.): Intersexualität kontrovers: Fakten, Erfahrungen, Positionen. Psychosozial-Verlag, Giessen 2012, ISBN 978-3-8379-2188-5, S. 371–392.
- Dream Diagnostics: Fritz Morgenthaler’s Work on Dreams. In: The Psychoanalytic Quarterly. Volume 85, Issue 3, July 2016, S. 727–757.
- (K)ein Grund zur Homosexualität: Ein Plädoyer zum Verzicht auf psychogenetische Erklärungsversuche von homosexuellen, heterosexuellen und anderen Orientierungen. In: Journal für Psychoanalyse. Nr. 57, 2016, doi:10.18754/jfp.57.2, S. 6–26.
- Reconsidering Perversion – a Conceptual Proposal. In: Journal für Psychoanalyse. Supplement zu Nr. 57, 2017, doi:10.18754/jfp.57supp.1, S. 1–34.
- Mit Lutz Wittmann: Reconsidering Freud’s Dream Theory. In: International Journal of Dream Research. Volume 12, Nr. 1, 2019, doi:10.11588/ijodr.2019.1.59178 S. 103–111; mit Addendum. In: International Journal of Dream Research. Volume 13, Nr. 2, 2020, doi:10.11588/ijodr.2020.2.73940,S. 317–319. Eine überarbeitete deutsche Version erscheint in Psyche Z Psychoanal. Jg. 78, Nr. 8. 2024.
- Mit Monika Gsell: Zu den beiden Gedankensträngen im Masochismus-Buch. In: Le Soldat, Judith: Freiwillige Knechtschaft. Masochismus und Moral, Judith Le Soldat Werkausgabe, Band 4, Stuttgart-Bad Cannstatt 2021, ISBN 978-3-7728-2684-9, ISBN 978-3-7728-2680-1, S. 18–79. auf academia.edu
- Mit Monika Gsell: Was ist eine ödipale Theorie? Replik auf May Widmer-Perrenouds kritische Überlegungen zu Judith Le Soldats Theorie des Ödipuskomplexes. In: Psyche – Z Psychoanal. Jg. 77, Nr. 2, 2023, doi:10.21706/ps-77-2-153 S. 153–173.
- Mehr Klarheit beim Reden über Trieb, Sexualität und Gender. Grundlagen für die psychotherapeutische Praxis. Unter Mitarbeit von Monika Gsell. Psychosozial-Verlag, Giessen 2024,  ISBN 978-3-8379-3236-2.